# Leafie - La storia di un amore
Leafie - La storia di un amore (마당을 나온 암탉?, Madang-eul na-on amtalkLR; lett. "La gallina fuori dal cortile") è un film d'animazione sudcoreano del 2011 basato sul racconto La gallina che sognava di volare di Hwang Sun-mi, edito nel 2014 in Italia da Bompiani. Il film è uscito nelle sale italiane il 20 aprile 2012.

## Trama
Leafie è una gallina che vive in una fattoria, costretta a fare uova tutti i giorni della sua vita, finché, fingendosi morta, viene gettata via dal fattore e guadagna la libertà. La gallina viene subito attaccata da One-Eye, una donnola cieca da un occhio, ma salvata dal germano reale Wanderer; si stabilisce quindi vicino a uno stagno, dove fa la conoscenza della lontra Mr. Otter.
Una notte, One-Eye uccide la compagna di Wanderer, e Leafie, spinta dall'istinto materno, inizia a covare l'uovo dell'anatra. Quando One-Eye riesce a uccidere anche il germano reale, la gallina è costretta a prendersi cura dell'anatroccolo che esce dall'uovo e che chiama Greenie. I due si trasferiscono presso le grandi paludi, e Leafie cresce Greenie con amore e sacrificio affrontando i pregiudizi degli altri uccelli. Greenie, crescendo, comincia a chiedersi perché sua madre non abbia ali adatte al volo, zampe palmate e non possa nuotare. Sente anche l'impulso di volare e, dopo alcuni tentativi di imparare, ci riesce per la disperazione durante un altro attacco di One-Eye.
Di lì a poco, alle paludi arriva uno stormo di anatre selvatiche: Mr. Otter racconta di come Wanderer fosse una volta la loro anatra guardiano, ovvero il maschio incaricato di guidare lo stormo durante le migrazioni e di proteggerlo dai predatori. Tutto finì quando l'ala di Wanderer fu spezzata da One-Eye durante un combattimento che costò l'occhio alla donnola stessa. Greenie decide di seguire le orme del padre e partecipa alla gara di volo, che riesce a vincere.
Intanto Leafie, allontanatasi per cercare cibo, si imbatte nella tana di One-Eye: trovandovi solo i cuccioli, la gallina li coccola e li scalda fino all'arrivo della donnola. Siccome essa ha appena catturato un'anatra per nutrirsi, Greenie l'attacca, finendo a sua volta fra le fauci della donnola. Quest'ultima, vedendo Leafie coi suoi piccoli, le urla di allontanarsi subito; la gallina, a sua volta, minaccia la donnola di uccidere uno dei suoi cuccioli, pur controvoglia, se non libera Greenie. L'accordo permette a Greenie di riabbracciare Leafie, e i due si allontanano lasciando One-Eye coi suoi piccoli, disperata dalla fame e dal fatto di non poter allattare senza prima mangiare.
Greenie e Leafie si salutano e l'anatra parte per la migrazione con le sue compagne. Subito dopo si presenta One-Eye, ormai in stato di malnutrizione e senza cibo per i suoi piccoli. La gallina si rende conto di aver adempiuto allo scopo della sua vita e, sapendo di non poter superare l'inverno, si lascia uccidere dalla donnola per permetterle di crescere i suoi piccoli. One-Eye l'attacca quindi con le lacrime agli occhi, avendo capito l'estremo sacrificio di Leafie.

## Premi
Il film ha ricevuto l'Asia Pacific Screen Award come miglior film d'animazione.

## Colonna sonora
La colonna sonora è uscita in Corea del Sud il 17 giugno 2011.
1. 양계장 풍경 (The Farm) – 3:23
2. 족제비의 공격 (Attacked by the Weasel) – 1:44
3. 첫 만남 (First Meeting) – 1:18
4. 잎싹, 마당을 나오다 (Leafie, Into the Wild) – 1:50
5. 죽음의 결투 (Duel of Death) – 2:59
6. 초록이의 탄생 (Greenie Hatches) – 1:17
7. 숲을 지나 (Into the Woods) – 1:39
8. 늪으로 가다 (The Everglade) – 0:55
9. Humoresque – 1:25
10. 행복의 왈츠 (Waltz of Happiness) – 1:25
11. 나그네를 회상하다 (The Guard Duck's Anthem) – 1:58
12. 초록이를 구하라 (Finding Greenie) – 2:51
13. 탈출 (Escape from the Farm... Again) – 1:38
14. 초록이의 비상 (The Weasel Returns) – 3:53
15. 가을, 그들이 돌아오다 (Autumn, The Flock Returns) – 1:49
16. 너의 꿈을 찾아가 (Mommy Will Be Watching) – 2:34
17. 비행대회 (Part.I) (Flying Race) – 4:30
18. 비행대회 (Part.II) (Flying Race Victory) – 2:25
19. 엄마의 사랑으로... (Mother's Love) – 5:38
20. 마지막 인사 (I Wonder... Will I Ever Fly?) – 3:46
21. 잎싹, 날다 (Changing of the Guard) – 1:14
22. Ahn Ji-yeong – 바람의 멜로디 (Melody of the Wind) – 3:31

Durata totale: 53:42